# 溪鱂
溪鱂，為輻鰭魚綱鯉齒目鰕鱂亞目溪鱂科的其中一種，為熱帶淡水魚，分布於中美洲古巴淡水流域，體長可達5.5公分，棲息在水質清澈且植被生長的高地溪流底中層水域，生活習性不明，可作為觀賞魚。

## 擴展閱讀
維基物種上的相關：溪鱂